# ナパーム・デス
ナパーム・デス（英: Napalm Death）は、イギリス出身のハードコア、ヘヴィメタルバンド。
グラインドコアの始祖的存在として知られている。活動初期はメンバーの出入りが激しく、オリジナルメンバーは不在となりながらも脈々と活動を続け、「カテドラル」「カーカス」といったバンドを結成するプレイヤーを輩出した。

## 略歴

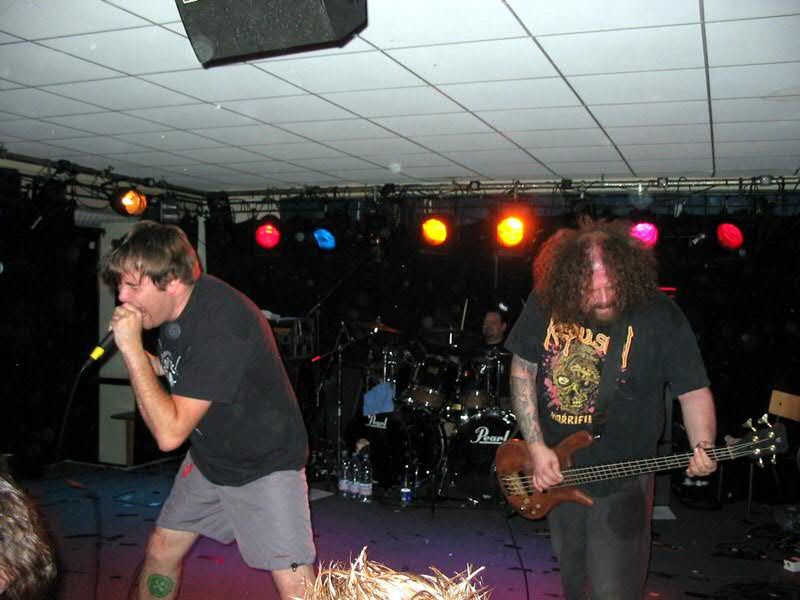
スコットランド・アバディーン公演 (2007年8月)

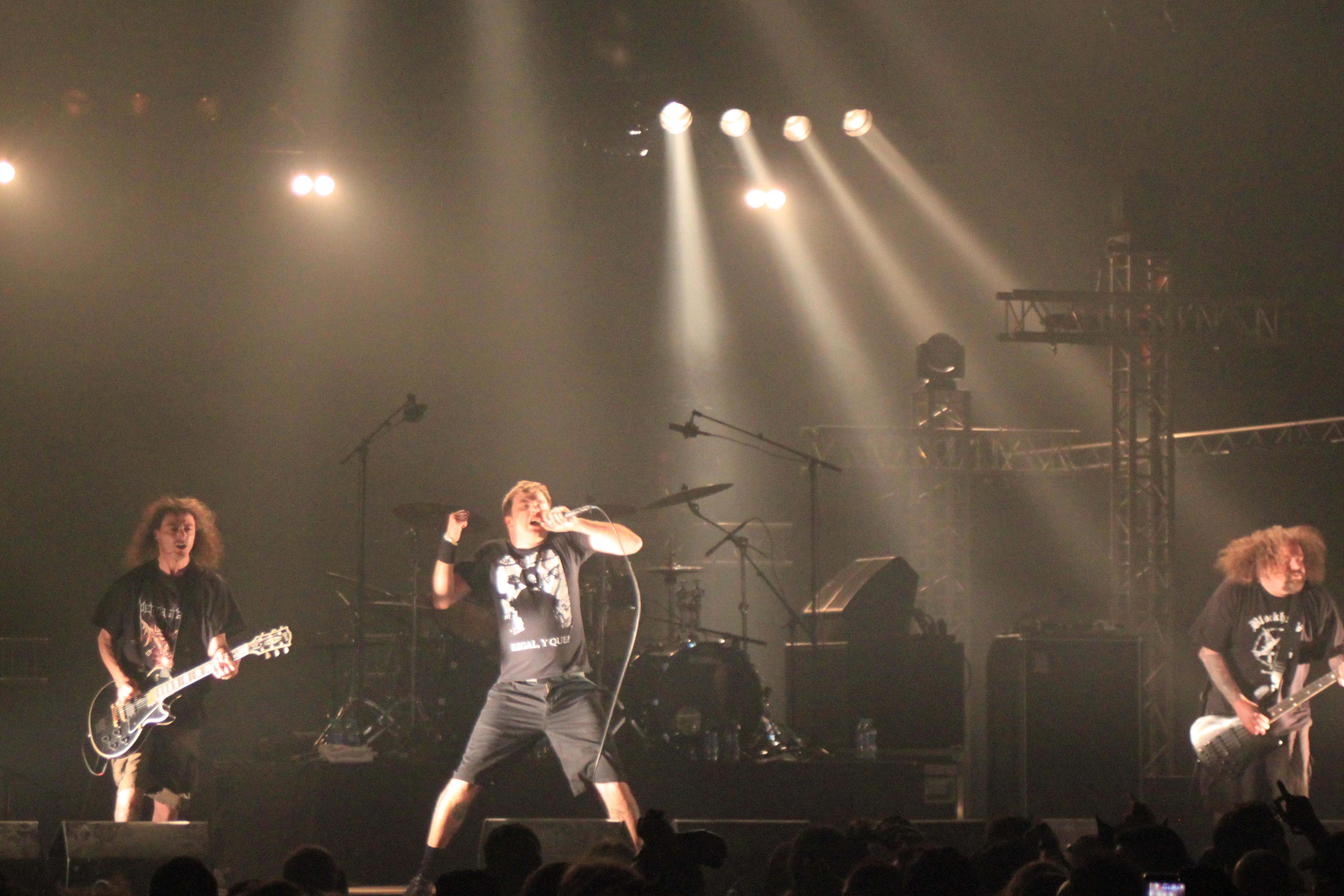
フランス・クリソン公演 (2013年6月)

1981年、イギリスのバーミンガムで結成された。ニック・バレンがボーカルとして、ディスチャージ（DISCHARGE）、カオスUK（CHAOS U.K.）等の、ハードコアで政治的主張を行うパンク・ロックに影響されて結成。
結成年に「Punk Is a Rotting Corpse」（デモテープ）を発表。音楽性としてはハードコアとアナーコ・パンクの中間で、上述のバンドと比べ際立ったところのない、平凡な音であった。しかしクラス（CRASS）とライブで数回共に活動したことがきっかけで、後に発表されたクラス自身のレーベルオムニバスに参加することになった（「Bullshit Detector Volume 3 」1984年）。現在も使用されている"NAPALM DEATH"の標章は、この時点ですでにできあがっていた。
音楽性の転機は、イギリス・イプスウィッチのクラスト・コア（CRUST CORE)の始祖であるエクストリーム・ノイズ・テラー（EXTREME NOISE TERROR。当時はまだ「TERROR」は付いていない）でドラムであったミック・ハリスが加入したことが大きい。この時点で、結成時からのメンバーはすでにニックのみになっており、彼がボーカルとベースを兼任した。
1985年に、「Hatred Surge」（デモテープ）を発表。これまでの5本のデモと異なり、激しい音楽性に変化する。翌年には7作目となる後のセカンドアルバムと同じ表題である「From Enslavement to Obliteration」（デモテープ）を発表し、1stアルバムと同じ題で、フルアルバム並みの曲数の「Scum」（デモテープ）の2本を発表した。
イギリス・ノッティンガムで最速だったプラズミッド（PLASMID）が解散し、さらに速度感が増したヘレシー（HERESY）のベース、カルブ（KALVIN PIPPER）が、まだイヤーエイク・レコードを作ったばかりの保有者であったディグ（DIGBY PERSON)にテープを渡したことがきっかけで、後のファースト・アルバム『SCUM』（アナログ LP）発売に繋がることになった。
1987年、これまで立て続けに出した「テープ」ではなく、アナログでかつ単独、そしてアルバムという形態で『SCUM』が発表された。このアルバムの音（や曲数）が与えた様々な分野への影響度は大きかった。ここからナパーム・デスの第2期が始まったと言える。ただA面・B面で、ドラムのミック以外が違うという特殊な形態になった。A面には、85年、86年の2本のデモテープの面子で収録。原構成員のニック、3本のデモテープに参加したジャスティンが音楽性の不一致により脱退（脱退後、ゴッドフレッシュ（GODFLESH）を結成）、B面は、ミック・ハリスが独自のブラスト・ビートを編出し、曲が加速。リー・ドリアンや、カーカス（CARCASS）のビル・スティアーが加入して録音された。
メンバーそれぞれの嗜好性が様々で、リーやこの後正式に加わるシェーン・エンバリーが当時好んで聞いていた早く極端な音楽に大きく影響され、また日本のS.O.BやGAUZE等にも触発されて、重く、早く極端に演奏時間の短い楽曲、歌詞が全く聞き取れない歌唱法のグラインド・コアと呼ばれる音楽性へ変化した。
ジェームスの後任にシェーン・エンバリーが加入。
1988年のセカンドアルバム『From Enslavement to Obliteration』（アナログ LP）でその音楽は完成された。S.O.Bとのツアーで、1989年に初来日。ラインナップはリー・ドリアン(Vo)、ビル・スティアー(G)、シェーン・エンバリー(B)、ミック・ハリス(Ds)の4人だった。
1989年にリー・ドリアン(Vo)が抜け、唯一の結成初期からの在籍メンバーで中心人物だったミック・ハリス(Ds)が1991年に脱退すると、彼らの音楽性は徐々に変化し、デスメタル的な要素を取り込み独自の音を形成していった。また、彼らの歌詞の内容はハードコア・パンク出身というのもあり、首尾一貫して社会を批判する傾向が強く出た政治的なものが多い。
2009年「LOUD PARK」、2012年や2019年の「EXTREME THE DOJO」など、日本のロックイベント出演にて度々来日している

## メンバー
※2019年4月時点

### 現ラインナップ
- マーク "バーニー" グリーンウェイ (Mark "Barney" Greenway) - ボーカル（1989年–1996年、1997年 – )
1969年7月13日生まれ。3rdアルバム『ハーモニー・コラプション』より加入。加入前はイギリスのデス・メタルバンドベネディクション（英語版）（BENEDICTION）でボーカルを務めていた。1996年に一度脱退するが、翌年には復帰。脱退の間はエクストリーム・ノイズ・テラー（EXTREME NOISE TERROR）に在籍していた。親日家で知られるメンバーの中でも特に親日派で、東日本大震災発生時には旧知の日本のバンドに声を掛け、東北地方のライブハウスで被災地への義捐金を募るベネフィットコンサートを開催したり、被災地の支援ボランティアに自ら参加している。2015年の「BURRN!」誌のインタビューでは、自ら日本の地方都市に在住する意思があることを語っている。
- ミッチ・ハリス (Mitch Harris) - ギター（1990年 – )
1969年10月31日生まれ。3rdアルバム『ハーモニー・コラプション』より加入。加入前はイギリスのデス・メタル／グラインド・コアバンドライチャス・ピッグ（RIGHTEOUS PIGS）でギターを弾いていた。またミック・ハリスと共にデフェケイション（英語版）（DEFECATION）、シェーン・エンバリーと共にミートフック・シード（英語版）（MEETHOOK SEED）などのサイド・プロジェクトに関わる。2014年から、個人的な事情によってバンドへの参加を休止している。
- シェーン・エンバリー (Shane Embury) - ベース（1987年 – )
1967年11月27日生まれ。2ndアルバム『From Enslavement To Obliteration』より加入。加入前はイギリスのグラインド・コアバンドアンシーン・テラー（英語版）（Unseen Terror）でドラムを叩いていた。ロック・アップ（LOCK UP）、ヴェノモス・コンセプト（英語版）（VENOMOUS CONCEPT）など数々のサイド・プロジェクトに関わる。またスウェーデンのグラインドコアバンドナザム（NASUM）の『Helvete』(2003年)にゲスト参加している。現在のバンドのリーダーとも言える存在。日本人の奥さんがいる[5]。
- ダニー・ヘレーラ (Danny Herrera) - ドラム（1991年 – )
1970年生まれ。ミック・ハリスの後任として、4thアルバム『失樂園』より加入。ヴェノモス・コンセプト（VENOMOUS CONCEPT）などのサイド・プロジェクトにも関わる。

サポート
- ジョン・クック (John Cooke) - ギター（2014年 – )[6]
愛称は「ジョニー・チーズバーガー」。2014年から活動休止しているミッチ・ハリスの代役を務めている。シェーンとダニーが参加しているヴェノモス・コンセプトにも正式メンバーとして名を連ねている。

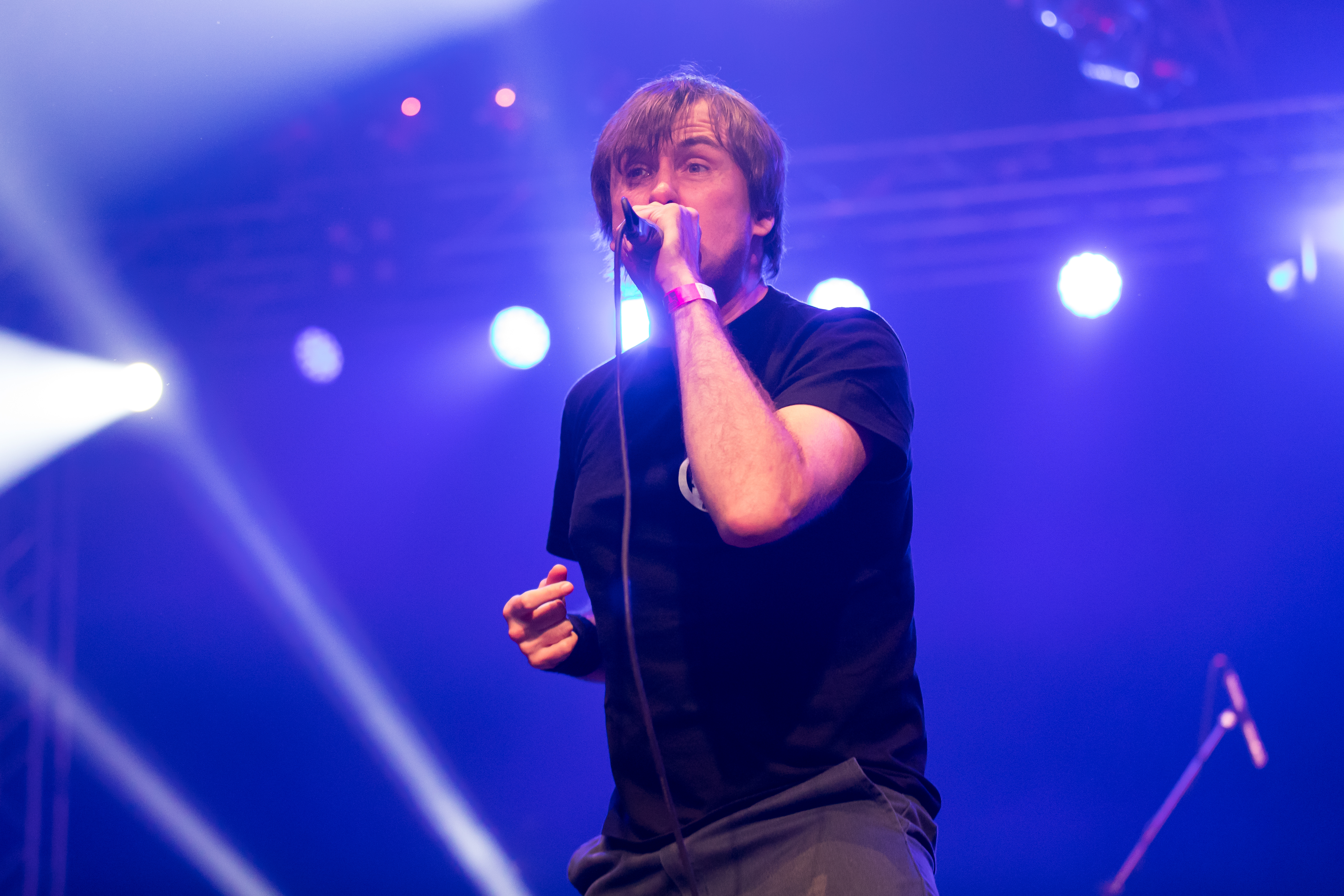
マーク・グリーンウェイ(Vo) 2017年
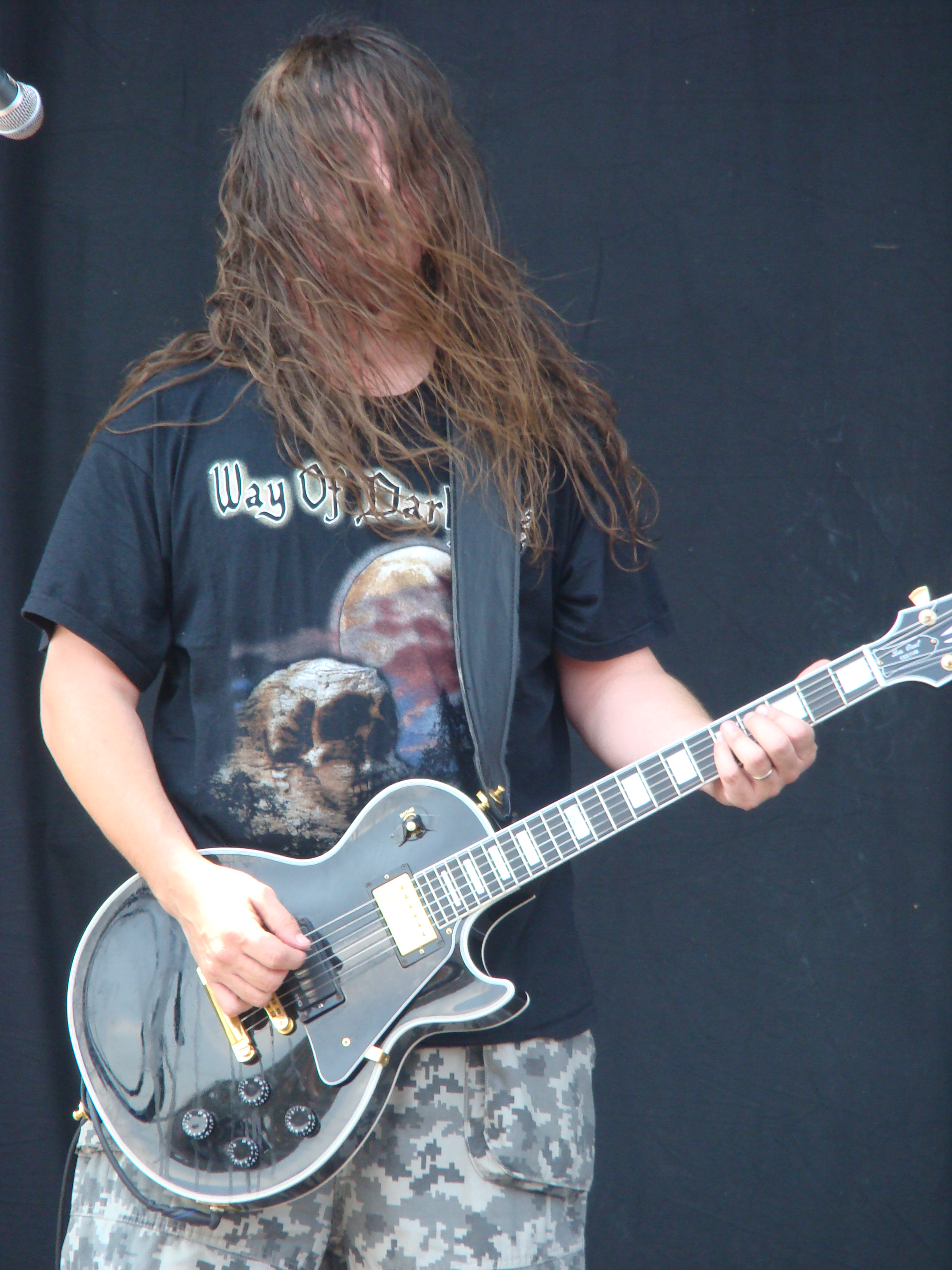
ミッチ・ハリス(G) 2009年
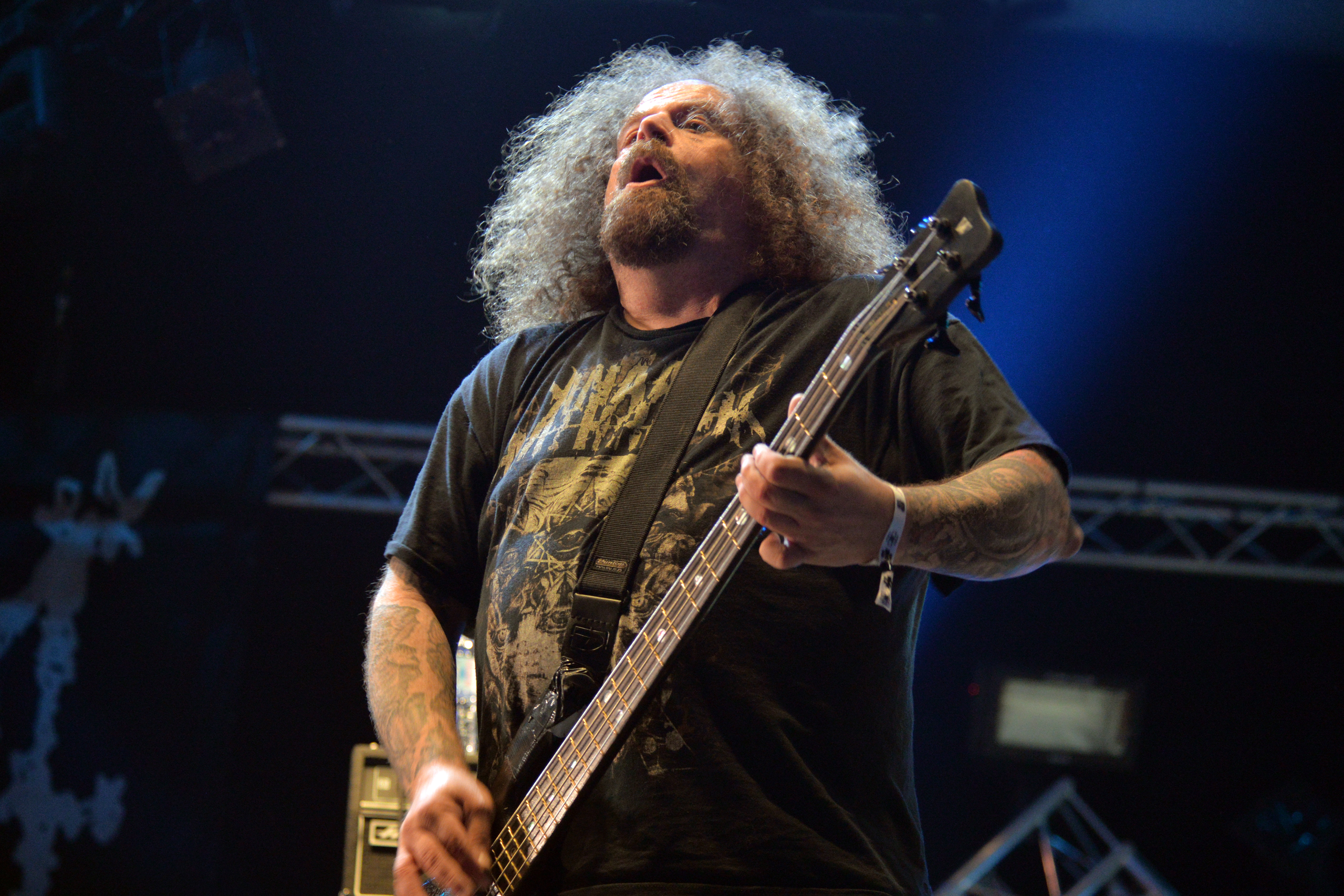
シェーン・エンバリー(B) 2018年
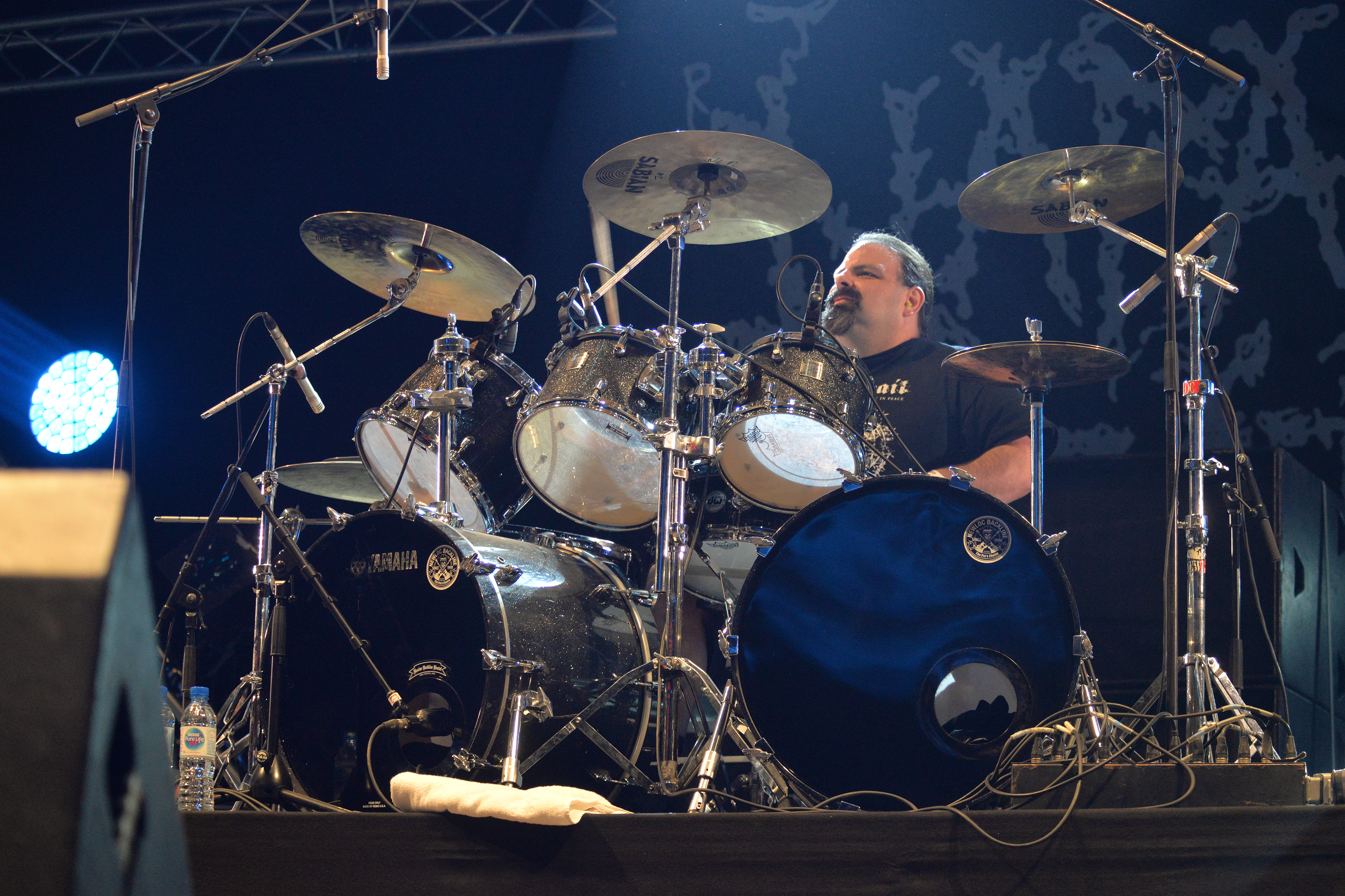
ダニー・ヘレーラ(Ds) 2018年
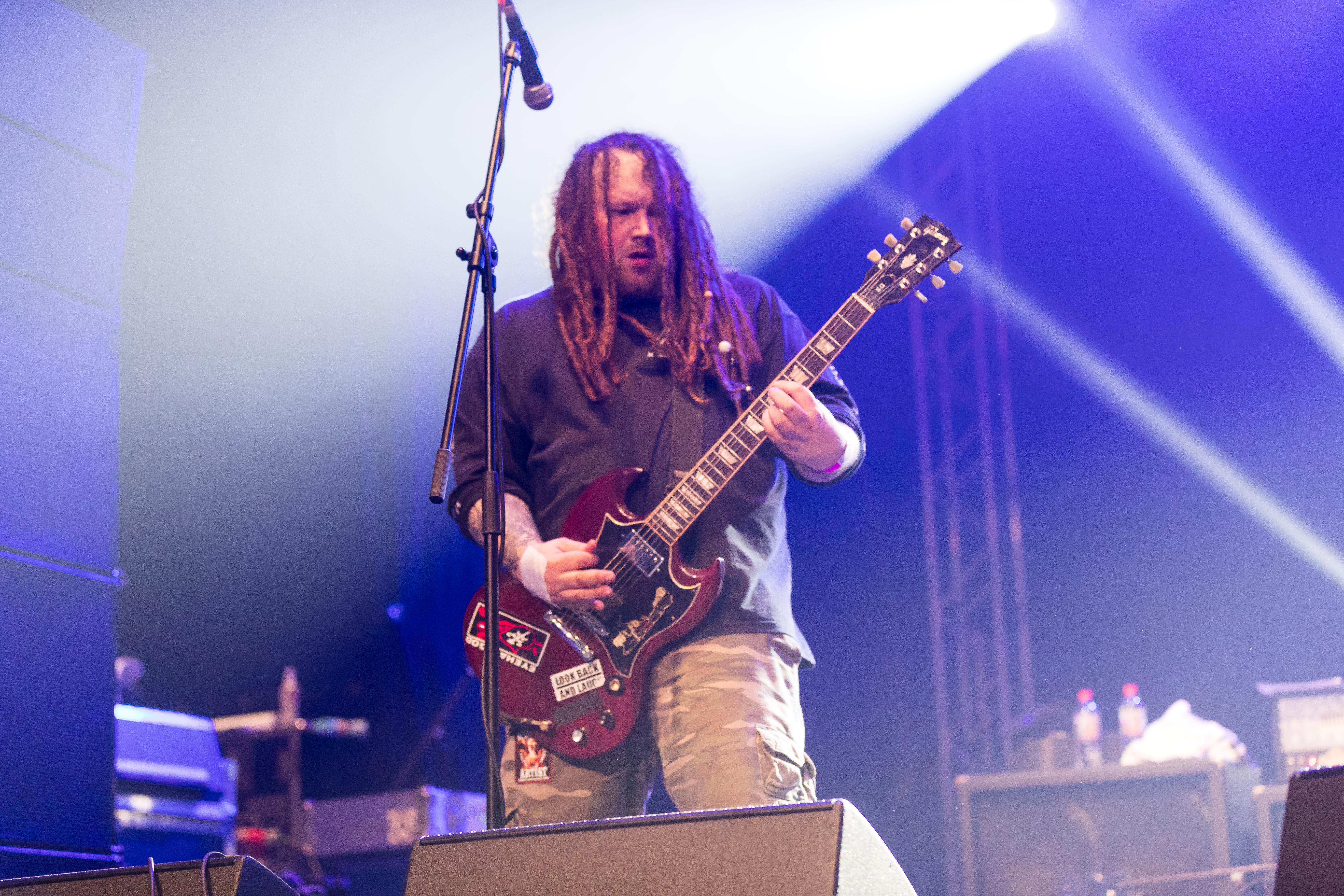
ジョン・クック(G) 2017年

### 旧メンバー
- ニック・バレン (Nicholas J Bullen) - ボーカル、ベース（1982年 - 1986年）
バンドの創始者。8本のデモテープ（最後の2本の曲数はアルバム級。ディスコグラフィの「デモテープ」参照）と、クラスレコードのオムニバス『Bullshit Detector Volume 3』、1stアルバム『Scum』のA面（1曲目から12曲目）に参加。脱退後、ミック・ハリスと共にダブ・アンビエントプロジェクトスコーン（SCORN）を結成するが、後に脱退する。
- マイルズ・ラトレッジ (Miles Ratledge) - ドラム（1982年 - 1985年）
オリジナルメンバーでミック加入以前のドラマー。5本のデモテープ「Punk Is a Rotting Corpse」から「Unpopular Yawns of Middle Class Warfare」、および、オムニバス『Bullshit Detector Volume 3』に参加。
- グレアム・ロバートソン (Graham Robertson) - ベース、ギター（1982年 - 1985年）
オリジナルメンバー。5本のデモテープ「Punk Is a Rotting Corpse」から「Unpopular Yawns of Middle Class Warfare」、および、オムニバス『Bullshit Detector Volume 3』に参加。
- ダリル・フィデスキー (Daryl "Sid" Fideski) - ギター（1982年）
オリジナルメンバー。3本のデモテープ「Punk Is a Rotting Corpse」から「And, Like Sheep, We Have Gone Astray」に参加。
- サイモン・オッペンハイマー (Simon Oppenheimer) - ギター（1982年）
オリジナルメンバー。3本のデモテープ「Punk Is a Rotting Corpse」から「And, Like Sheep, We Have Gone Astray」に参加。
- フィンバー・クイン (Finbar Quinn) - ベース 1983年 - 1984年）
マイルズ（RATと呼ばれていた）がギターにチェンジしたことで、ベースとして加入。2本のデモテープ、「Kak」と「Unpopular Yawns of Middle Class Warfare」、オムニバス『Bullshit Detector Volume 3』に参加。
- ミック・ハリス (Mick J Harris) - ドラム（1985年 - 1991年）
元エクストリーム・ノイズ・テラー（EXTREME NOISE TERROR）で、マイルズの後任ドラマーであり、サウンドを形作った最重要人物。グラインド・コアの名付け親と言われている。3本のデモテープ「Hatred Surge」「From Enslavement to Obliteration」「Scum」、1stアルバムから3rdアルバムとそれに続く1991年発表のマキシシングル「マス・アピール・マッドネス」参加後に脱退。ニック・バレンと共にダブ・アンビエントプロジェクトスコーン（SCORN）を結成し活動していた。また、ジョン・ゾーンのプロジェクト・ペインキラー（PAINKILLER）でドラマーを務めていた。イギリス・ブラッドフォードのドゥーム（英語版）（DOOM）でドラムを叩いていたこともある。
- ジャスティン・ブロードリック (Justin K Broadrick) - ギター（1985年 - 1986年）
3本のデモテープ「Hatred Surge」「From Enslavement to Obliteration」「Scum」、そして1stアルバム『Scum』のA面（1曲目から12曲目）に参加。脱退後はヘッド・オブ・デイヴィッドに参加した後、スワンズ（SWANS)の影響色濃いインダストリアルプロジェクト、ゴッドフレッシュ（GODFLESH）を始める。ゴッドフレッシュ解散後、新たにイェスー（JESU）を立ち上げ活動している。また、他にもファイナル（FINAL)、テクノ・アニマル（TECHNO ANIMAL）等数多くのサイド・プロジェクトでも活動している。
- ピート・ショー (Pete Shaw) - ベース（1985年）
6本目のデモテープ「Hatred Surge」に収録されているLIVE音源のみ参加。
- ジェームス・ホワイトリー (James "Jim" Whitely) - ベース（1986年 - 1987年）
1stアルバム『Scum』のB面（13曲目から28曲目）に参加。脱退後は、フィルスキック（FILTHKICK）を結成し、エクストリーム・ノイズ・テラー（Extreme Noise Terror）とのスプリットアルバム、同バンドのボーカルであるディーン（DEAN）が主催する、シンク・ビロー（SINK BELOW RECORDS）オムニバス『PUNKS NOT DREAD』、日本のMCRカンパニーから、ライズ・フロム・ザ・デッド（RISE FROM THE DEAD）とのスプリットに参加。現在もU.K クラストコアシーンで活動中。
- リー・ドリアン (Lee Dorrian) - ボーカル（1987年 - 1989年）
1stアルバム『Scum』のB面（13曲目から28曲目）、および2ndアルバムに参加。一時期のみであるが、アナーコパンクのアイコンズ・オブ・フィルス（英語版）（ICONS OF FILTH）に在籍していた。ポリティカルで日本のハードコアパンクのフリークであった。初期の日本のS.O.BやNOISE系の影響は、彼からバンド全体へ波及している。彼の愛用していたアーミーパンツには、世界中に今なお影響を与え続けているコンフューズ（CONFUSE）のロゴが描かれていた。解散後にドゥーム・メタルバンドカテドラル（CATHEDRAL）を結成。また、ドゥーム・メタル、ストーナー・ロックで有名なライズ・アバヴ・レコーズ（RISE ABOVE RECORDS）の社長でもある。
- ビル・スティアー (Bill Steer) - ギター（1987年 - 1989年）
1stアルバム『Scum』のB面（13曲目から28曲目）、および2ndアルバムに参加。ゴア・グラインドバンドカーカス（CARCASS）のギタリストとしても知られる。ナパーム・デスとカーカスを掛け持ちで活動していたが、自身のバンドであるカーカスに専念するために脱退した。1995年にカーカスを脱退後、ブルーズ・ロックバンドファイアバード（FIREBIRD）を結成。2013年現在は再結成されたカーカスを中心に活動中。
- ジェシー・ピンタード (Jesse Pintado) - ギター（1989年 - 2004年）
1969年7月12日生、2006年8月27日没（糖尿病の合併症のため死亡）。
3rdアルバム『ハーモニー・コラプション』より加入。加入前はアメリカのグラインド・コアバンドテロライザー（TERRORIZER）でギターを弾いていたが、解散後にナパーム・デスに加入。2004年にナパーム・デスを脱退し、その後は再結成したテロライザーに参加していたが、2006年8月に糖尿病の合併症のためオランダの病院で亡くなる。
- フィル・ヴェイン (Phil Vane) - ボーカル（1996年 - 1997年）
エクストリーム・ノイズ・テラー（Extreme Noise Terror）のボーカル。マーク・バーニー・グリーンウェイ脱退後加入したが結局バーニーが戻ってきたので元のバンドに戻った。

## ディスコグラフィ

### デモテープ
- Punk Is a Rotting Corpse (1982年)
- Halloween (1982年)
- And,Like Sheep,We Have Gone Astray (1982年)
- Kak (1983年)
- Unpopular Yawns of Middle Class Warfare (1983年)
- Hatred Surge (1985年)
- Enslavement To Obliteration (1986年)
- Scum (1986年)

- 1982～1983年までのDEMOは、当時一番影響を受けたと思われるクラス（CRASS）に歌詞や姿勢の影響がうかがわれる。またサウンド面ではハードコアとパンク・ロックの中間で、アナーコ・パンクと呼ばれるジャンルの音に近い。
- 「Unpopular Yawns of Middle Class Warfare」では、後のアルバムに収録される「Caught...in a Dream」の原型が聴けるが、別の曲に聴こえるほど違いは大きい。
- 1stアルバムに繋がる1986年の、アルバムと同タイトルの2本のDEMOは、ミックのドラムがかなり完成されており、前年の「Hatred Surge」と比較しても、サウンドスピードの違いは大きい。ニックやジャスティンはスワンズ（SWANS）等のような重くて暗いサウンドに傾倒していたため、ミックのより高速な音楽への志向と乖離。1stアルバムのA面録音後に脱退したと考えられる。

### アルバム
- 『ナパーム・デス』 - Scum (1987年)
- 『ナパーム・デス』 - From Enslavement To Obliteration (1988年)
- The Peel Sessions (*1) (1989年) ※ライブアルバム
- 『ハーモニー・コラプション』 - Harmony Corruption (1990年)
- The Peel Sessions (*2) (1989年) ※ライブアルバム
- Live Corruption (1992年) ※ライブアルバム
- Death by Manipulation (1992年) ※シングル集
- 『失樂園』 - Utopia Banished (1992年)
- 『哀歌』 - Fear, Emptiness, Despair (1994年)
- 『ディアトライブス』 - Diatribes (1996年)
- 『インサイド・ザ・トーン・アパート』 - Inside the Torn Apart (1997年)
- 『ワーズ・フロム・ジ・イグジット・ウーンド』 - Words from the Exit Wound (1998年)
- Bootlegged in Japan (1998年) ※ライブアルバム
- 『エネミー・オヴ・ザ・ミュージック・ビジネス』 - Enemy of the Music Business (2000年)
- The Complete Radio One Sessions (2000年) ※ライブアルバム
- 『オーダー・オブ・ザ・リーチ』 - Order of the Leech (2002年)
- Noise for Music's Sakes (2003年) ※ベストアルバム
- Punishment in Capitals (2004年) ※ライブアルバム
- 『リーダーズ・ノット・フォロワーズ・パート2』 - Leaders Not Followers: Part 2 (2004年)
- 『ザ・コード・イズ・レッド…ロング・リヴ・ザ・コード』 - The Code Is Red... Long Live The Code (2005年)
- 『スミアー・キャンペーン』 - Smear Campaign (2006年)
- 『世界平和を願う。』 - Time Waits For No Slave (2009年)
- Live in Japan – Grind Kaijyu Attack! (2009年) ※ライブアルバム
- Live at Rock City (2010年) ※ライブアルバム
- 『ユーティリタリアン』 - Utilitarian (2012年)
- 『エイペックス・プレデター-イージー・ミート』 - Apex Predator - Easy Meat (2015年)
- 『レア音源解禁!!』 - Coded Smears and More Uncommon Slurs (2018年) ※ベストアルバム
- 『永遠のパラドクス』 - Throes Of Joy In The Jaws Of Defeatism (2020) ※通算16枚目のスタジオ・アルバム

- 日本では『Scum』および『Enslavement To Obliteration』の全曲に、セカンドアルバム初回特典7"EP「The Curse」より、A面の「The Curse」の1曲を除いた曲と、EPの「Mentally Murdered」から1曲をあわせ、計55曲入りのCDが『ナパーム・デス』として発売されている。
- 『Scum』のアートワークは、イギリス・ニューキャッスルのファスト・コアバンド、エレクトロ・ヒッピーズ（英語版）（ELECTRO HIPPIES)でボーカルをしていたジェフ・ウォーカー（JEFF WALKER）（後のカーカス（CARCASS））がデザインした。イアーエイクのアナログ盤は、オリジナルがブルー、後にイエロー、オレンジ、モノクロと、色違いジャケットが数種類存在している。特に初回のブルーは、現在も高値で取引されている。
- 『Scum』のバックの写真は、イギリス・ブラッドフォードのグラインド・コア・バンド、ソア・ソロート（英語版）（SORE THROAT）の最初のドラマーであるニック・ロイルズ（NICK ROYLES）が撮影。
- 『Scum』収録曲「ユー・サファー」は、演奏時間はわずか1秒しかない（CDトラック上は6秒）。
- 『ハーモニー・コラプション』のUK初回盤LPは、10曲入りLIVEアルバム『Recorded Live at the I.C.A London 29 June 1990』との2枚組。
- 『The Complete Radio One Sessions』は、『The Peel Sessions』 *1と*2のセット。
- 日本盤の『エネミー・オヴ・ザ・ミュージック・ビジネス』には、ハードコア・パンクバンドのカバーEP「Leaders Not Followers」の全曲がボーナストラックとして収録されている。

### EP（シングル/マキシシングル）
- The Curse (7"EP 1988年)
- 「S.O.B / ナパーム・デス」 - S.O.B & NAPALM DEATH (Flexi 7"EP 1988年)
- LIVE EP (7"EP 1989年)
- Mentally Murdered（7"EP/12"EP/CD 1989年）
- 「マス・アピール・マッドネス」 - Mass Appeal Madness (CD 1991年)
- 「永続革命宣言」 - The World Keeps Turning EP (CD 1992年)
- Nazi Punks Fuck Off （7"EP/Picture 7"EP/CD 1993年）
- Greed Killing (CD 1995年)
- NAPALM DEATH & AT THE GATES/Cursed to Tour '96 (Split CD 1996年)
- NAPALM DEATH & COALESCE/In Tongues We Speak (Split CD 1997年)
- Breed to Breathe (CD 1998年)
- Leaders Not Followers (7"EP/CD 1999年)

- 「The Curse」は、セカンドアルバム『Enslavement To Obliteration』の初回特典。同名タイトル曲は現時点でもCD化されていない。
- 「LIVE EP」は、リーのレーベル「RISE ABOVE RECORDS」からリリース。
- 「Mentally Murdered」は、7"EPと12"EP/CDは曲数が異なる。CDは紙ジャケット。

### Various Artists（オムニバス）
- Bullshit Detector Volume 3 (1988年)
- THE NORTH ATLANTIC NOISE ATTACK (1989年)
- Grindcrusher (1989年)
- Pathological Compilation (1990年)
- Earache Sampler #2 (1990年)
- Grindcrusher II - The Ultimate Earache (1991年)
- Masters of Brutality (1992年)
- Masters of Brutality 2 (1992年)
- Virus 100 (1992年)
- Rareache (1994年)
- Earplugged (1994年)
- Mortal Kombat (1995年)
- Metallurgy (1995年)
- Radio Kerrang! - Introduced by Coal Chamber [volume 2] (1997年)
- Musik für die Neunziger Vol.III (1997年)
- Earplugged 2 (1997年)
- Hellspawn (1998年)
- Earplugged 3 (1998年)
- Immortalised (2000年)

- 『THE NORTH ATLANTIC NOISE ATTACK』では、スタジオ音源、リーのボーカルで「SCUM」「LIFE」が聴ける。
- 『Virus 100』はデッド・ケネディーズ（DEAD KENEDYS）のカバー集であるが、「NAZI PUNK FUCK OFF」で参加している曲はシングルと同じテイク。